# Municipio de Logansport
El municipio de Logansport (en inglés: Logansport Township) es un municipio ubicado en el condado de Logan en el estado estadounidense de Kansas. En el año 2010 tenía una población de 7 habitantes y una densidad poblacional de 0,03 personas por km².

## Geografía
El municipio de Logansport se encuentra ubicado en las coordenadas 38°51′6″N 101°4′7″O / 38.85167, -101.06861. Según la Oficina del Censo de los Estados Unidos, el municipio tiene una superficie total de 277.65 km², de la cual 277,61 km² corresponden a tierra firme y (0,01 %) 0,04 km² es agua.

## Demografía
Según el censo de 2010, había 7 personas residiendo en el municipio de Logansport. La densidad de población era de 0,03 hab./km². De los 7 habitantes, el municipio de Logansport estaba compuesto por el 100 % blancos. Del total de la población el 0 % eran hispanos o latinos de cualquier raza.